# Xã Northwest, Quận Stone, Arkansas
Xã Northwest (tiếng Anh: Northwest Township) là một xã thuộc quận Stone, tiểu bang Arkansas, Hoa Kỳ. Năm 2010, dân số của xã này là 438 người.